# DTM Trophy
DTM Trophy – seria wyścigowa przeznaczona dla samochodów GT kwalifikujących się do klasy GT4 FIA. Seria jest prowadzona przez ITR, organizację zarządzającą także serią DTM.

## Historia
Seria została zapowiedziana w roku 2019, jako nastawiona przede wszystkim na promocję i rozwój młodych kierowców, która może umożliwić łatwiejsze przejście do takich mistrzostw wyścigowych jak DTM. Zapisy zawodników zaczęły się 6 listopada 2019 roku. Oficjalnym partnerem dostarczającym opony dla serii został Hankook. Inauguracyjny sezon 2020 został opóźniony z powodu pandemii koronawirusa COVID-19, start mistrzostw został przesunięty na 1 sierpnia 2020 roku. Mistrzem inauguracyjnej odsłony został Niemiec Tim Heinemann.

## Samochody
W serii mogą uczestniczyć wszystkie samochody kwalifikujące się do kategorii FIA E2-SH oraz E2-SC wszystkich producentów.

## Format mistrzostw
Weekend wyścigowy składa się z dwóch sesji treningowych w piątek, sesji kwalifikacyjnej oraz wyścigu w sobotę oraz kwalifikacji i wyścigu w niedzielę.
Punkty przyznawane w wyścigu:
| Pozycja | 1  | 2  | 3  | 4  | 5  | 6 | 7 | 8 | 9 | 10 |
| ------- | -- | -- | -- | -- | -- | - | - | - | - | -- |
| Punkty  | 25 | 18 | 15 | 12 | 10 | 8 | 6 | 4 | 2 | 1  |

Punkty przyznawane w kwalifikacjach:
| Pozycja | 1 | 2 | 3 |
| ------- | - | - | - |
| Punkty  | 3 | 2 | 1 |

## Mistrzowie DTM Trophy
| Sezon | Kierowca      | Zespół                    | Konstruktor   |
| ----- | ------------- | ------------------------- | ------------- |
| 2020  | Tim Heinemann | HP Racing International   | Mercedes-Benz |
| 2021  | Ben Green     | FK Performance Motorsport | BMW           |
| 2022  |               |                           |               |